# Völkermord an den Serben im Unabhängigen Staat Kroatien

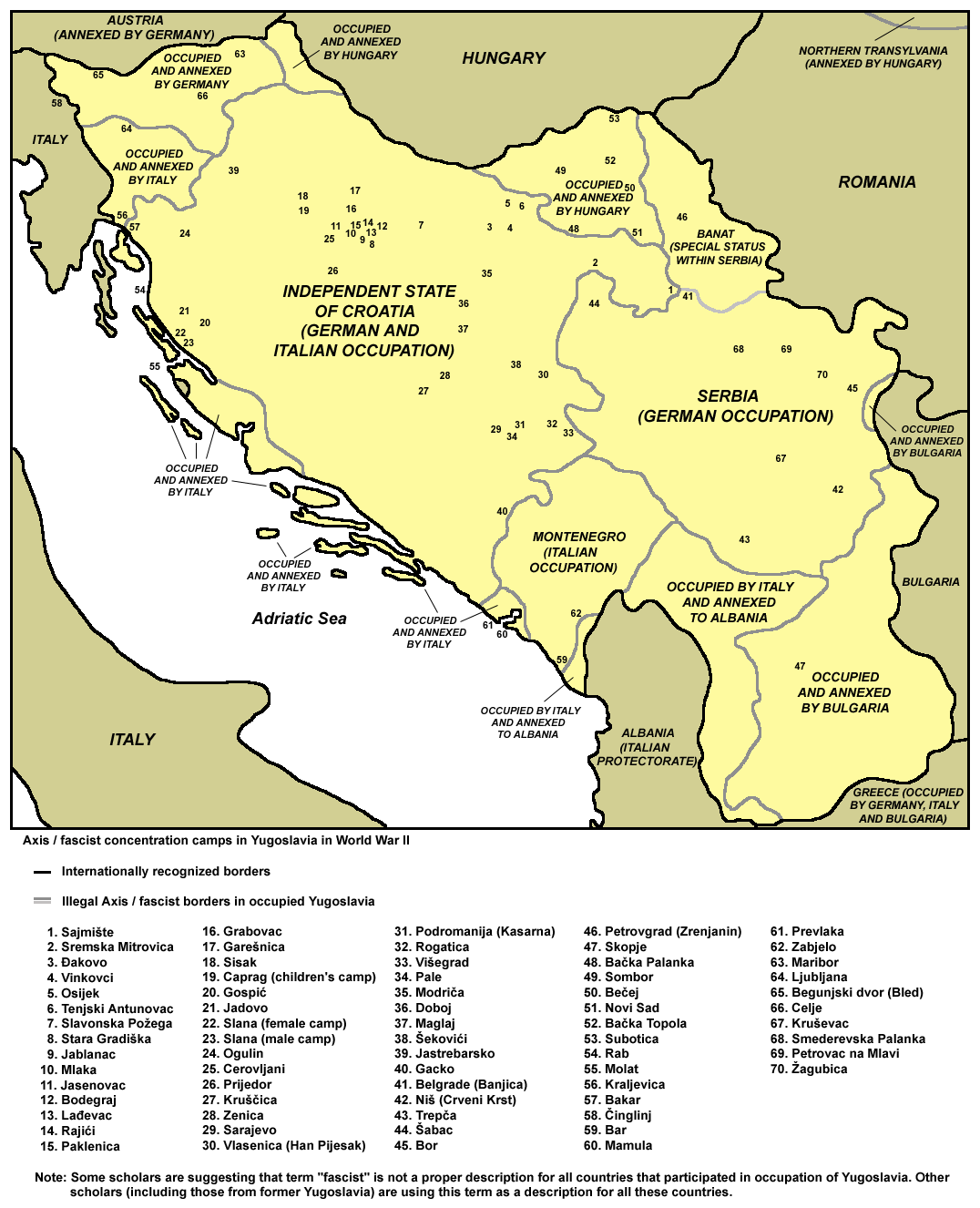
Faschistische Konzentrationslager in Jugoslawien während des Zweiten Weltkriegs – englische Sprachversion

Der Völkermord an den Serben im Unabhängigen Staat Kroatien (serbokroatisch Genocid nad Srbima u Nezavisnoj Državi Hrvatskoj bzw. serbisch-kyrillisch Геноцид над Србима у Независној Држави Хрватској) war die systematische Verfolgung der Serben während des Zweiten Weltkriegs durch das faschistische Ustascha-Regime im Unabhängigen Staat Kroatien (USK), einem Vasallenstaat der Achsenmächte, zwischen 1941 und 1945. Er wurde durch Hinrichtungen in Konzentrationslagern sowie durch Massenmord, ethnische Säuberungen, Deportationen, Zwangskonvertierungen und Vergewaltigungen durchgeführt. Dieser Völkermord geschah zur selben Zeit wie der Holocaust und der Völkermord an den Roma im USK. Er gilt nach Alexander Korb als beispielhafter Versuch mittel- und südosteuropäischer Länder, die Nazi-Herrschaft und den Holocaust für eigene ethnische Homogenisierungsprojekte zu nutzen, und steht somit paradigmatisch für die Beteiligung nicht-deutscher Täter an der Gewalt des Zweiten Weltkriegs.

## Geschichtlicher Hintergrund

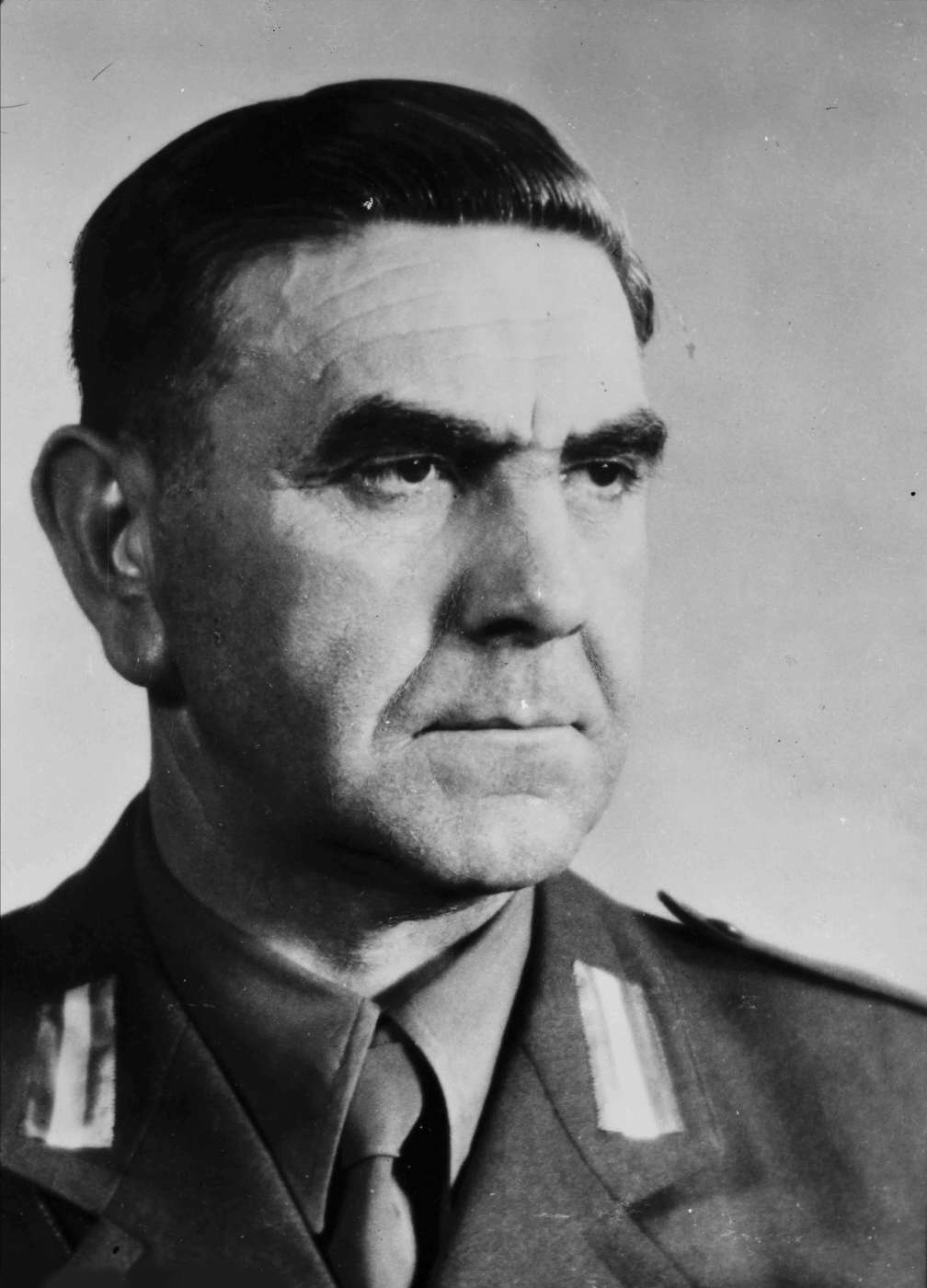
Ante Pavelić, Diktator des Unabhängigen Staates Kroatien

Die ideologischen Grundlagen der Ustascha-Bewegung lassen sich laut einigen Historikern bis ins späte 19. Jahrhundert verfolgen und gehen auf die Politiker Ante Starčević und Eugen Kvaternik zurück. Beide standen der jugoslawischen Idee feindlich gegenüber, wollten einen kroatischen Nationalstaat schaffen und gründeten die nationalistische Partei der Rechte (kroatisch stranka prava), die zur Vorläuferin der Hrvatska stranka prava wurde. Kvaternik bestritt die Existenz von Serben in Kroatien und sah ihr politisches Bewusstsein als Bedrohung an. Die Losung „Serbien muss sterbien“, die Karl Kraus zu Beginn seines Dramas Die letzten Tage der Menschheit ironisch zitiert, fand sich bei Ausbruch des Ersten Weltkriegs als Flugblatt auf allen Tischen der Cafés in Sarajevo. In der Zwischenkriegszeit widersetzte sich eine Gruppe von Nationalisten gegen die Vereinigung zu einem gemeinsamen Staat der Südslawen, und es kam zu vermehrten ethnischen Spannungen im neu gegründeten Königreich der Serben, Kroaten und Slowenen (seit 1929 Königreich Jugoslawien). Der Staatsstreich von König Alexander I. vom 6. Januar 1929, der zur Errichtung der Königsdiktatur führte, und die spätere antikroatische Politik der serbisch dominierten jugoslawischen Regierung in den 1920er und 1930er Jahren förderten den Aufstieg nationalistischer und rechtsextremer Bewegungen. 1930 gründete der spätere Diktator Ante Pavelić im Königreich Italien die Ustascha, einen ultranationalistisch-terroristischen Geheimbund, der finanziell und ideologisch von Benito Mussolini unterstützt wurde und sich 1934 an der Ermordung von König Alexander I. beteiligte.

## Zweiter Weltkrieg
Nach dem Einmarsch der Achsenmächte in Jugoslawien im April 1941 wurde der „Unabhängige Staat Kroatien“ (USK) gegründet. Dies war ein Marionettenstaat des nationalsozialistischen Deutschlands, der den größten Teil des heutigen Kroatiens und Bosnien-Herzegowinas sowie Teile des heutigen Serbiens und Sloweniens umfasste und von der Ustascha regiert wurde.

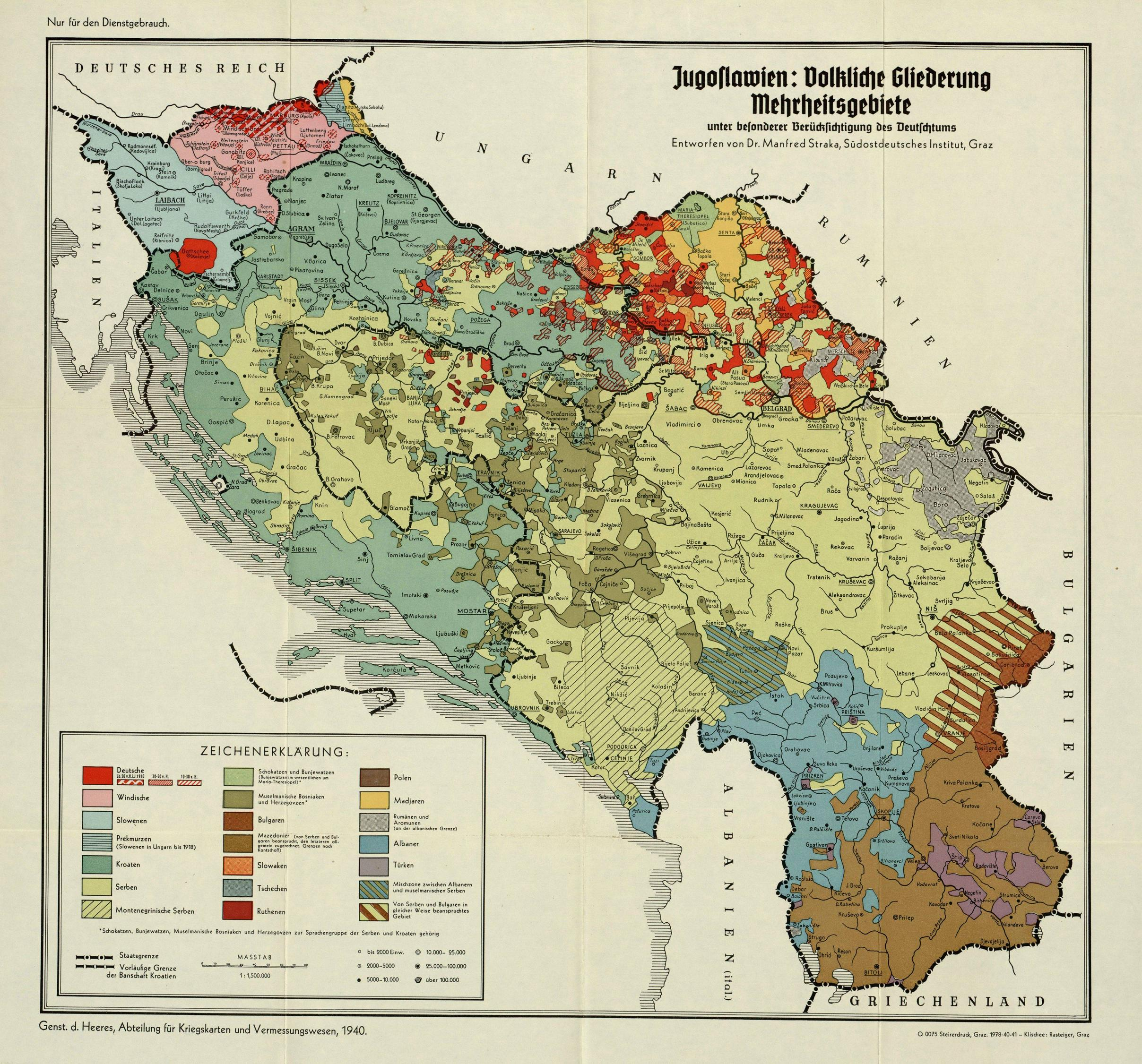
Verteilung der Ethnien in Jugoslawien, 1940. Erstellt vom Generalstab des Heeres, Abteilung für Kriegskarten- und Vermessungswesen

Der Unabhängige Staat Kroatien hatte im Jahr 1941 etwa 6,5 Mio. Einwohner, von denen fast die Hälfte Nichtkroaten waren.  Nach der hochgerechneten Volkszählung von 1931 gab es etwa 1,9 Mio. orthodoxe Serben, 0,8 Mio. muslimische Bosniaken, 175.000 Deutsche, 75.000 Ungarn, 45.000 Tschechen, 40.000 Juden, je 25.000 Ukrainer und Roma, 22.000 Slowaken und 5.000 Italiener. Am 4. Juni wurde in Zagreb eine Vereinbarung mit dem Deutschen Reich unterzeichnet, um 170.000 Slowenen aus dem CdZ-Gebiet Kärnten und Krain und dem CdZ-Gebiet Untersteiermark, die ursprünglich nach den Plänen des Reichskommissar für die Festigung deutschen Volkstums Heinrich Himmler nach Serbien deportiert werden sollten, wegen Sicherheitsbedenken der Wehrmacht nach Kroatien zu bringen. Parallel dazu sollten Serben in Kroatien nach Serbien abgeschoben werden. Das war Teil weitergehender Pläne, die zu einer ethnischen „Flurbereinigung“ (Hitler) führen sollten. Der USK plante weitreichende Ansiedlungen von Burgenlandkroaten, kroatischen Minderheiten aus Istrien und Südosteuropa sowie armen kroatischen Familien aus vermeintlich übervölkerten Gebieten Kroatiens. Justizminister Milovan Žanić sprach sogar von 800.000 jämmerlich armen Auswanderern in Amerika, für die man zwecks Heimkehr einen Herdplatz „säubern“ werde.

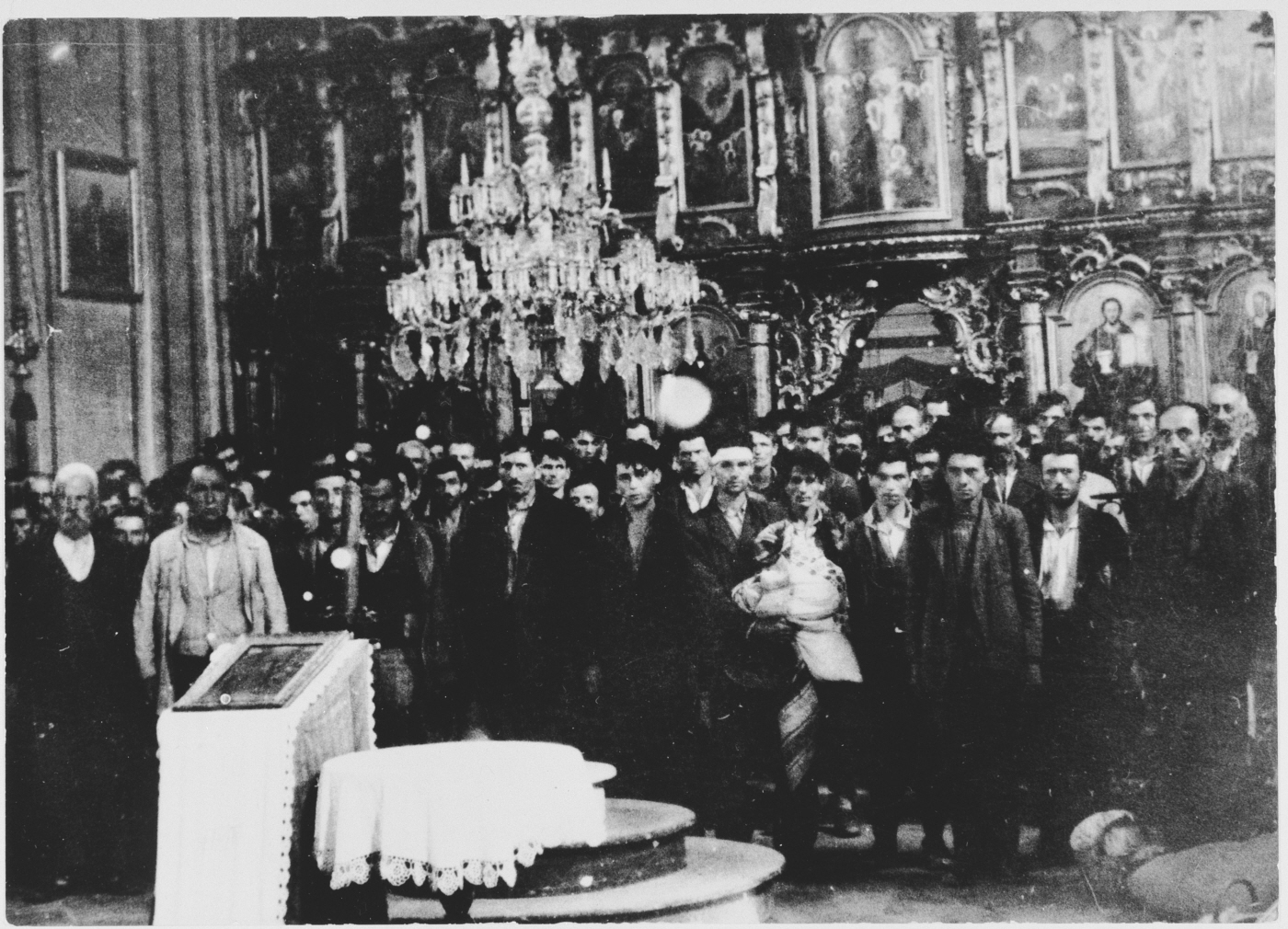
Zwangskatholisierung von serbischen Zivilisten, welche vor einem Taufbecken in der Kirche in Glina aufgestellt sind.

Von Beginn der Regierung zeigte die Ustascha starkes Interesse, serbische Gefangene als Zwangsarbeiter in das Deutsche Reich zu überstellen, um sie dann nicht wieder zurückkehren zu lassen. Es etablierte sich eine Praxis stiller ethnischer Säuberung. Die Zahl der Betroffenen wird auf 100.000 bis 200.000 Serben geschätzt. Ziel der Ustascha war die Schaffung eines ethnisch homogenen Großkroatiens durch die Eliminierung aller Nicht-Kroaten, wobei die Serben das Hauptziel waren, aber auch Juden, Roma und politisch Andersdenkende wurden beseitigt. Es wurden groß angelegte Massaker verübt und Konzentrationslager errichtet. Das größte war das KZ Jasenovac, das für seine hohe Sterblichkeitsrate und die dortigen barbarischen Praktiken berüchtigt war. Außerdem war der USK der einzige Marionettenstaat der Achsenmächte, der Konzentrationslager speziell für Kinder einrichtete, darunter das KZ Loborgrad. Der britische Historiker Rory Yeomans schätzt, dass in den Jahren 1941 bis 1945 zwischen 200.000 bis 500.000 Serben ermordet wurden. Darüber hinaus wurden 300.000 Serben vertrieben und mindestens 200.000 weitere Serben zum Katholizismus zwangskonvertiert, von denen die meisten nach dem Krieg wieder konvertierten. Im Verhältnis zur Bevölkerungszahl war der USK eines der mörderischsten europäischen Regime.

## Folgen und Gedenken

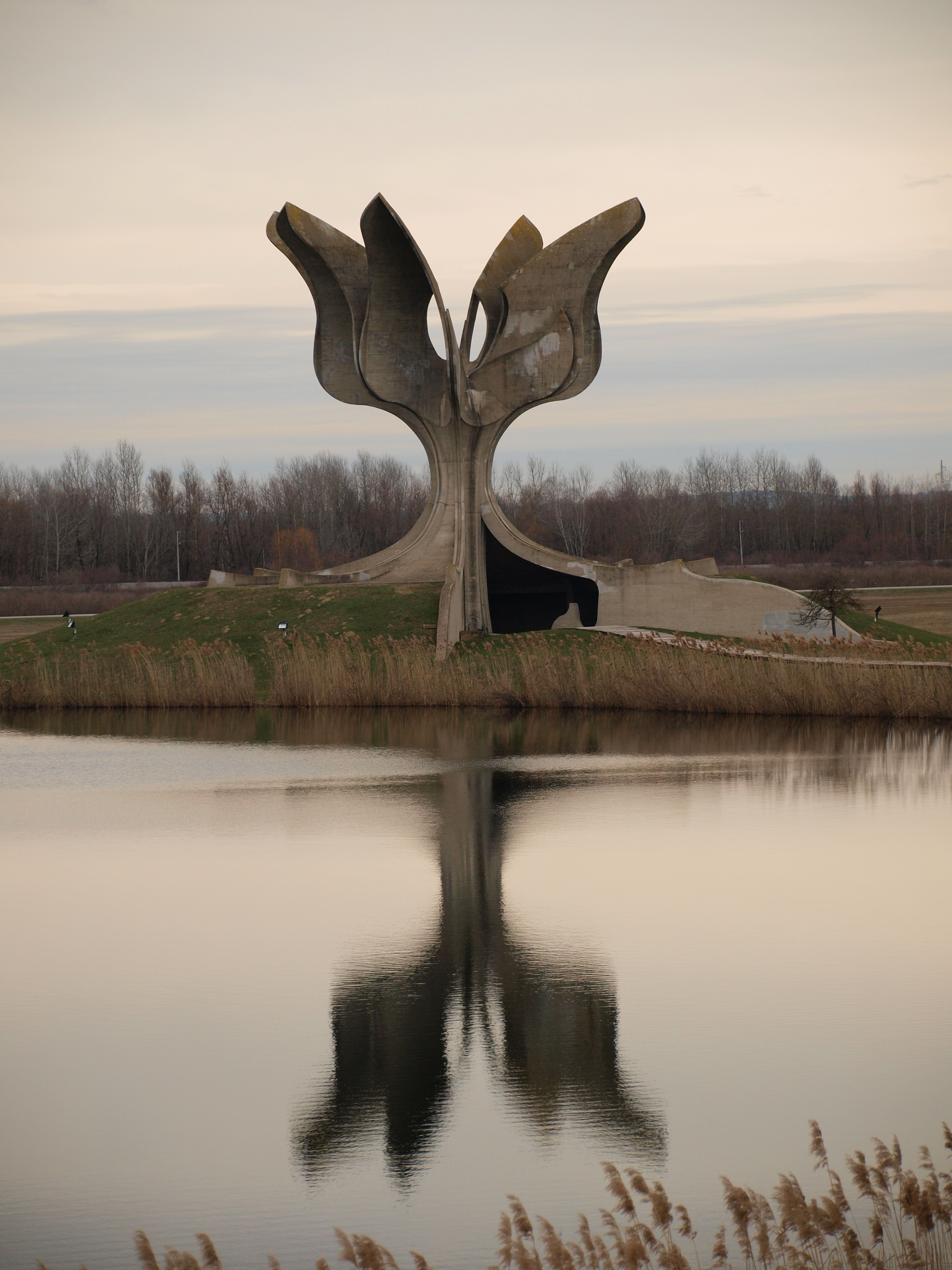
Gedenkstätte Jasenovac

Der Ustascha-Minister Mile Budak und weitere hohe USK-Funktionäre wurden von den kommunistischen Behörden wegen Kriegsverbrechen angeklagt und verurteilt. KZ-Kommandanten wie Ljubo Miloš (1919–1948) und Miroslav Filipović wurden gefangen genommen und hingerichtet, während Kardinal Aloysius Stepinac in einem Prozess der Zwangskonversion beschuldigt wurde. Viele andere, darunter der Diktator Ante Pavelić, entkamen, die meisten nach Lateinamerika. Der Völkermord wurde nach dem Krieg nicht angemessen untersucht, da die kommunistische jugoslawische Nachkriegsregierung unter Tito aus Sorge um neu entflammende ethnische Spannungen unabhängige wissenschaftliche Untersuchungen behinderte. Heute gilt der 22. April in Serbien als Nationaler Gedenktag des Genozids an den Serben, während Kroatien jeweils am folgenden Sonntag eine offizielle Gedenkfeier in der Gedenkstätte Jasenovac abhält.